# Mascarenotettix discordis
Mascarenotettix discordis är en insektsart som beskrevs av Young 1986. Mascarenotettix discordis ingår i släktet Mascarenotettix och familjen dvärgstritar. Inga underarter finns listade i Catalogue of Life.